# Bono da Ferrara
Bono da Ferrara est un peintre italien du Quattrocento, qui a été actif à Ferrare entre 1442 et 1461. Il fut l'un des peintres de l'école de Ferrare.

## Biographie
Il travailla au service de la famille Estensi. Il réalisa les fresques des chambres des délices des résidences de Migliara, Casaglia et du studiolo de Belfiore (1450 - 1452).
Paolo da San Leocadio fut un de ses élèves.

## Œuvres
- Saint Jérôme, National Gallery, Londres.
- Saint Christophe passeur (détruit en 1944), fresques de la chapelle d'Ovetari, Église des érémitiques de Padoue
- Vierge avec l'Enfant, Szepvezesti Museum, Budapest.
- Saint Jean Évangéliste, collection Banca Nazionale del Lavoro, Rome.